# Leudesius
Leudesius was hofmeier in Neustrië, in 675. Hij was een zoon van Erchinoald. Hij werd in 675 met steun van bisschop Leudegar van Autun benoemd. Hiermee kwam een einde van het hofmeierschap van Wulfoald over zowel Neustrie als Austrasie. Wulfoald trok zich terug in Austrasie. Door deze onrust ontstond voor de verbannen voormalige hofmeier Ebroin de kans een einde te maken aan zijn verbanning naar Luxeuil. Ebroin trok met een leger naar Neustrië om Leudesius weer af te zetten en te vermoorden. Hiermee eindigde het korte hofmeierschap van Leudesius.